# Пропорционалност
Пропорцията е принцип в математиката, според който две променливи са пропорционални, ако промяната в едната води до промяна в другата и двете променливи винаги са свързани с определена константа. Тази константа се нарича коефициент на пропорционалност или пропорционална константа.
Ако едната променлива е винаги произведението на другата с константа (y = k * x), тогава казваме че двете променливи са правопропорционални и частното y/x е константа.
Ако произведението на двете променливи винаги е константа (x * y = k), тогава казваме че двете променливи са обратно пропорционални и произведението x * y е константа.
Примери
1. Ако обект се движи с постоянна скорост V, пътя който ще измине е право пропорционален на времето, за което ще го измине, където скоростта е коефициента на пропорционалност.
2. Обиколката на окръжност е право пропорционална на диаметъра на окръжността, с коефициент на пропорционалност пи.

## Пропорция
В най-общия случай пропорцията означава равенство между две отношения на числа. Пропорция са отношенията a:b = c:d свързани със знака за равенство, където a,b,c и d са числа различни от 0.
Графика за пропорции.